# Bonea
Bonea község (comune) Olaszország Campania régiójában, Benevento megyében.

## Fekvése
A megye délnyugati részén fekszik, 40 km-re északkeletre Nápolytól, 15 km-re délnyugatra a megyeszékhelytől Határai: Airola, Bucciano, Montesarchio, Rotondi és Tocco Caudio.

## Története
A település első említése a 10. századból származik. Valószínűleg az ókori, szamniszok által alapított, majd a 9. században a longobárdok által elpusztított Caudio városának utódja. A következő századokban nemesi birtok volt. A 19. században nyerte el önállóságát, amikor a Nápolyi Királyságban felszámolták a feudalizmust.

## Népessége
A népesség számának alakulása:

## Főbb látnivalói
- San Sebastiano-templom
- San Pietro-templom
- San Nicola-templom
- San Biagio-templom